# Gabriel Trifu
Gabriel Trifu (* 14. April 1975 in Bukarest) ist ein ehemaliger rumänischer Tennisspieler.

## Karriere
Trifu begann 1994 seine Profikarriere. Die größten Erfolge erzielte er zweifelsfrei im Doppel und gewann auf der zweitklassigen Challenger Tour in seiner Karriere insgesamt 14 Doppeltitel. Auch im Einzel gelang ihm ein Turniererfolg. Auf der ATP Tour konnte er ebenfalls ein Turnier gewinnen: Im heimischen Bukarest siegte er an der Seite von Andrei Pavel. Sein letztes Profimatch bestritt er im Juli 2005 zusammen mit seinem Doppelpartner Victor Hănescu beim Turnier in Amersfoort.
Bei Grand-Slam-Turnieren erreichte er 1999 und 2002 das Achtelfinale von Wimbledon.
Trifu spielte zwischen 1997 und 2005 bei insgesamt 15 Begegnungen für die rumänische Davis-Cup-Mannschaft. Sowohl im Einzel mit 0:4 als auch im Doppel mit 7:8 ist seine Ergebnisbilanz negativ.
Bei den Olympischen Sommerspielen 2000 in Sydney trat Trifu zusammen mit Andrei Pavel in der Doppelkonkurrenz an. Die beiden unterlagen bereits in der Auftaktrunde den Indern Leander Paes und Mahesh Bhupathi mit 3:6, 4:6.

## Erfolge
| Legende                                          |
| Grand Slam                                       |
| Tennis Masters Cup                               |
| ATP Masters Series ATP World Tour Masters 1000   |
| ATP International Series Gold ATP World Tour 500 |
| ATP International Series ATP World Tour 250 (1)  |

### Doppel

#### Turniersiege
| Nr. | Datum              | Turnier  | Belag | Partner      | Finalgegner                | Ergebnis   |
| --- | ------------------ | -------- | ----- | ------------ | -------------------------- | ---------- |
| 1.  | 21. September 1998 | Bukarest | Sand  | Andrei Pavel | George Cosac Dinu Pescariu | 7:62, 7:64 |